# Bristol Proteus
Bristol Proteus, även känd som Bristol Siddeley Proteus och Rolls-Royce Proteus, är en brittisk gasturbin. Det var den första serieproducerade gasturbinen och den har också kännetecken som delas med första generationens jetmotorer som axialkompressor och bakströmsbrännkammare. Utvecklingen försenades av diverse mekaniska problem, men i slutet av 1950-talet hade den utvecklats till en driftsäker och effektiv gasturbin.

## Utveckling
Utvecklingen av Bristol Proteus och den motsvarande jetmotorn Bristol Phoebus började 1944. Phoebus provflögs 1946 monterad i en Avro Lincoln. På grund av dåligt luftflöde genom motorn kom Phoebus aldrig längre än provstadiet, men tack vare lärdomar från Phoebus och inhyrd expertis från Rolls-Royce lyckades Bristol till slut göra Proteus till en driftsäker och effektiv gasturbin. Proteus användes som turbopropmotor i brittiska flygindustrins flaggskepp som Bristol Britannia och Saunders-Roe Princess, den sistnämnda med dubbla Proteus-motorer kopplade till en gemensam växellåda (Bristol Coupled Proteus). Trots problem med isbildning i insuget och övervarvning betraktades Proteus som relativt lyckad.
| ”                                                           | I shall hate (the Proteus) to my dying day because of the way, whenever we thought we had the problems licked, a new one would suddenly emerge – at the worst possible moment. | „ |
| – Sir Stanley Hooker, en av utvecklarna av Bristol Proteus. | |   |

## Varianter
- Proteus 600 – Första produktionsmodellen. Använd som yttre motorer i Saunders-Roe Princess.
- Proteus 610 – Modell för dubbelmontering (Coupled Proteus). Använd som inre motorer i Saunders-Roe Princess.
- Proteus 700 – Andra produktionsmodellen
- Proteus 705 – En motor tillverkad för rekordbilen Bluebird-Proteus CN7.
- Proteus 710 – Modell för dubbelmontering (Coupled Proteus) avsedd för Bristol Brabazon Mk.II.
- Proteus 765 – Modell avsedd för Bristol Britannia.
- Marine Proteus – Marinanpassad modell med bland annat vattenkyld intercooler.
- Industrial Proteus – Modell för statisk installation i kraftverk.

## Användning
| Fartyg - Brave-klass – brittiska torpedbåtar - Spica-klass – svenska torpedbåtar - Søløven-klass – danska torpedbåtar - Sparviero-klass – italienska robotbåtar - Willemoes-klass – danska robotbåtar Svävare - SR.N4 – världens största passagerarsvävare | Flygplan - Bristol Britannia – passagerarflygplan - Saunders-Roe Princess – passagerarflygplan Andra farkoster - Bluebird-Proteus CN7 – en bil som användes för att sätta hastighetsrekord på land. Andra tillämpningar - Pocket Power Stations – världens första obemannade kraftverk. |